# Margareta von Cortona

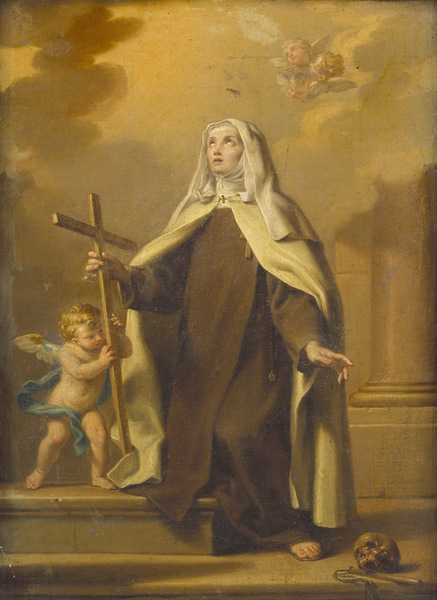
Die hl. Margareta von Cortona. Gemälde von Jacopo Alessandro Calvi.

Margareta von Cortona (* 1247 in Laviano bei Castiglione del Lago, Umbrien; † 22. Februar 1297 in Cortona) war eine italienische Büßerin und Mitglied im Dritten Orden des heiligen Franz von Assisi. Sie wurde 1728 von der römisch-katholischen Kirche heiliggesprochen.

## Leben
Margareta verlor mit sieben Jahren ihre Mutter, von der sie fromm erzogen wurde. Der Vater heiratete wieder, das Verhältnis des sehr schönen Mädchens zur Stiefmutter war und blieb schlecht. Mit 16 Jahren verließ Margareta ihre Familie und begann, unverheiratet mit einem Edelmann zusammenzuleben. Neun Jahre „der Sünde und Schande“, wie sie später sagte, verbrachte sie als Geliebte eines Mannes, für den sie als Gattin nicht in Frage kam, der ihr aber ein wesentlich komfortableres Leben als in ihrer Familie ermöglichte. In dieser Zeit bekam sie einen Sohn.
Als sie 25 war, wurde sie von ihrem Hündchen in den Wald gezerrt. Sie fand den Edelmann, der seit Tagen verschwunden war, ermordet und schon halb verwest. Das war der Moment ihrer Bekehrung: Sie sah sich ohne ihren Geliebten in aussichtsloser Lage und versuchte zunächst, zu ihrer Familie zurückzukehren. Ihr Vater wollte sie aufnehmen, aber die Stiefmutter wollte nicht, setzte sich durch und Margareta wurde fortgejagt.
Sie ging nach Cortona und versuchte, in ein Kloster einzutreten. Aber dort wurde ihre Umkehr bezweifelt, man nahm sie nicht auf. Schließlich durfte sie 1274 im franziskanischen Dritten Orden eintreten, wo Minderbrüder ihre Seelenführer wurden. Sie malträtierte ihren Körper im Bestreben, ihre Schönheit, die sie als Quelle allen Unheils betrachtete, zu vernichten. Sie klagte sich öffentlich ihrer Verfehlungen an. Vor den Menschen, die sie ihrer Bußübungen wegen wie eine Heilige verehrten, flüchtete sie in die Einsamkeit. Dort hatte sie als Eremitin einerseits starke Versuchungen und Ängste zu bestehen, andererseits erlebte sie mystische Visionen, in denen Christus sie seiner Nähe versicherte. Sie verehrte das durchbohrte Herz Jesu und seine inneren und äußeren Leiden. In ihren Herz-Jesu-Visionen erhielt sie die Offenbarung, dass jede Sünde den Herrn von neuem verwunden würde, ein Topos, der sich auch bei Angela von Foligno und Margareta Maria Alacoque findet.
Margaretha behielt ihr rigoroses Leben der Buße bei, widmete sich aufopferungsvoll der Krankenpflege und gründete in Cortona ein Hospital und eine Vereinigung von Terziarinnen (weiblichen Mitgliedern des Dritten Ordens). Margareta starb am 22. Februar 1297 in Cortona, wo sie bis heute besondere Verehrung erfährt.
Am 16. Mai 1728 wurde sie von Papst Benedikt XIII. heiliggesprochen; sie ist die Patronin der Büßer und der Stadt Cortona. Ihre Reliquien befinden sich im Altarraum der ihr geweihten Kirche Santa Margherita in Cortona. Vor allem in der Barockzeit wurde sie häufig dargestellt: Eine Frau im Habit des Dritten Ordens mit Zingulum und Rosenkranz, Geißel und Totenschädel. Auf vielen Darstellungen findet sich auch ein kleiner Hund. Ihr Gedenktag ist der 22. Februar, mancherorts der 16. Mai.